# 카와시마 우미카
카와시마 우미카(일본어: 川島海荷 かわしま うみか[*], 1994년 3월 3일 ~ )는 일본의 여성 배우이자 아이돌 그룹 9nine(나인)의 구성원이다. 2006년 배우로 데뷔했으며 2007년 아이돌 그룹 나인의 새 구성원으로 가입했다.
2024년 수영 선수인 나카무라 카츠미(中村 克) 동갑 나이로 결혼하였다.

## 내력
- 2005년 9월 초등학교 6 학년 때 시부야에서 스카우트되어 레프로 엔터테인먼트에 입소. 타치카와 이세탄 광고가 첫 작품.
- 2006년 7월 TV 드라마 " 누구보다도 엄마를 사랑해 "에서 아역으로 데뷔.
- 2007년 1월, 아이돌 그룹 "9nine"새로운 멤버로 가입. 같은 해 3 월, "9nine"으로 CD 데뷔.
- 2007년 8월 " Life 천국에서 너를 만날 수 있으면 "으로 영화 첫 출연.
- 2008년 10월 연속 TV 드라마 " 블러디 먼데이 "에서 주인공의 여동생 역으로 출연.
- 2009년 10월 24 일 공개 " 휴대폰 남자친구"로 영화 첫 주연.
- 2009년 10월 " 국제 드라마 페스티벌 in TOKYO 2009 "의"도쿄 드라마 어워드"에서 신인 상을 수상 (드라마 "사랑해: 용서"오자와 미호 아역).
- 2009년 11월 ' 제 88 회 전국 고교 축구 선수권 대회 "의 5 대 응원 매니저로 취임.
- 2010년 3월 소속사 레프로 엔터테인먼트의 '넥스트 스타 ☆"에서'아티스트'로 이동.
- 2010년 7월 주연 영화 ' 나의 상냥하지 않은 선배'의 주제곡' Maji로 Koi하기 5 초전"을"Umika as Yamako'라는 이름으로 노래, 솔로 가수 데뷔. 이번 영화에서 첫 키스신을 연기.
- 2011년 1월 Friday Break 범위 " 헤븐즈 플라워 The Legend of ARCANA "에서 연속 드라마 첫 주연.
- 2012년 2월 28 일, 고등학교 졸업 후 메이지 대학 에 진학하는 것을 발표했다.

## 인물
- 이름의 "우미(海)"는 본명으로 바다를 좋아하는 아버지의 할머니의 영향으로 아버지의 가족 모든 여자의 이름에 붙어있다는 "바다"와 연꽃 을 의미하는 "카(荷)"을 맞추어 "진흙 속에서도 피는 연꽃처럼 강한 여자가되어 달라"고 소원을 담아 부모님이 이름을 붙였다.( "아름답고 예쁜 마음을 가진 아이가되도록"라는 소원 을 담아 아버지가 명명했다고 하는 것도 있다).
- 동경의 여배우는 미야자키 아오이 와 아라가키 유이, 시바사키 코우. 같이 공연하고 싶은 배우는 후쿠야마 마사하루이다.
- 2011년 공개의 영화 "별 지키는 개"의 촬영 에피소드를 밝혔을 때 이상적인 상대는 상쾌한 사람이라고 말했다. 또한 그해 6 월 아버지 날을 앞두고 니시다 토시 유키와 함께이 영화의 무대 인사에 서 때 아버지와 사이가 좋다고 말했다.
- 좋아하는 아티스트의 이키모노가 카리의 좋아하는 노래 "손 소리"를 듣고 있으며, 출연했던 드라마 '하나와가의 네자매"에서는 " 조이풀 "를 노래방에서 노래하는 장면이 등장한다.
- 팬으로부터 「우미니-」라는 애칭으로 불림.
- 소중한 보물은 애견 바닐라.（2010/11/11시점）

## 출연

### 드라마
- 2006년(7월 2일 ~ 9월 10일, TBS): 《누구보다 엄마를 사랑해》 사나다 도모 역
- 2006년(10월 17일 ~ 12월 26일, 후지TV): 《배우의 혼!》 후쿠다 사쿠라코 역
- 2007년(11월 15일 ~ 22일, 후지TV): 《의룡 2》 제6화·제7화 타카미 카나 역
- 2008년(7월 3일, 후지TV): 《코드 블루 -닥터 헬기 긴급 구명- 제1화》 구리야마 미키 역
- 2008년(10월 11일 ~ 12월 20일, TBS): 《블러디 먼데이》 다카기 하루카 역
- 2009년(1월 28일, 일본TV): 《키이나: 불가능 범죄 수사관 제2화》 후카다 유키노 역
- 2009년(4월 15일 ~ 6월 17일, 일본TV): 《사랑해: 용서》 오자와 미호코 역
- 2009년(11월 15일, NHK 대하드라마): 《천지인 제46화》 센히메 역
- 2010년(1월 23일 ~ 3월 20일, TBS): 《블러디 먼데이 Season2》 다카기 하루카 역
- 2010년(3월 27일, 일본TV): 《멀리 돌아온 비》 후쿠모토 유키나 역
- 2010년(4월 17일 ~ 6월 12일, 일본TV): 《괴물군》 이치카와 유타코 역
- 2010년(6월 26일, 일본TV): 《이제 돌아왔어요! 괴물군 모든 신작 SP》 이치카와 유타코 역
- 2010년(9월 20일 ~ 11월 23일, BeeTV): 《세상의 끝에서 피는 꽃》 후지노 사키 역
- 2010년(11월 3일 ~ 7일, TBS): 《99년의 사랑~JAPANESE AMERICANS~》 히라마츠 사치 역
- 2011년(1월 14일 ~ 3월 4일 / 8월 29일 ~ 9월 13일, TBS): 《헤븐즈 플라워 The Legend of ARCANA》 아이(アイ)역
- 2011년(5월 7일 ~ 7월 2일, 일본TV): 《고교생 레스토랑》 요나모토 마이 역
- 2011년(7월 10일 ~ 9월 18일, TBS): 《하나와가의 네자매》 하나와 우메 역
- 2011년(10월 15일, 일본TV): 《완전 신작! 괴물군 SP》 이치카와 유타코 역
- 2012년(1월 2일, TBS): 《모코다 쿠니코 신춘 드라마 스페셜 - 신부》 카타쿠라 요코 역
- 2012년(4월 14일, NHK): 《あっこと僕らが生きた夏/앗코와 우리들이 살았던 여름》 오사키 요코 역
- 2012년(4월 19일 ~ 6월 28일, TBS): 《파파돌!》 하나무라 메이 역
- 2012년(10월 12일 ~ 12월 21일, 테레비도쿄): 《하오하오!강시 걸〜도쿄 전시대 전기〜》 카와시마 우미카 역
- 2013년(4월 25일 ~ 6월 20일, MSB): 《탱크톱 파이터》 니시키 사토시 역
- 2013년(7월 18일 ~ ,TBS): 《핀토코나》 치바 아야메 역
- 2013년(가을 방송 예정, TBS): 《SPEC〜영(0)〜（》
- 2015년(1월 - , NHK 대하드라마): 《꽃 타오르다》 - 타카스 이토 역

### 영화
- 2007년 8월 25일(토호): 《라이프: 천국에서 당신을 만난다면》 이지마 코나츠 역
- 2009년 10월 24일(GONZO/시너지): 《휴대폰 남자친구》 우에노 사토미 역
- 2010년 7월 17일(팬텀 필름): 《나의 다정하지 않은 선배》 이리오모테 야마코 역
- 2011년 6월 11일(토호): 《별을 지키는 개》 카와무라 유키 역
- 2011년 11월 26일(토호): 《괴물군》 이치카와 유타코 역 / 카레 왕국 삐라리 공주 역

### 극장 애니메이션
- 2010년 10월 1일(워너브라더스 영화): 《가후루의 전설》 실피 역
- 2012년 9월 29일(소니 픽쳐스 엔터테인먼트): 《몬스터 호텔》 메이비스 역
- 2013년 1월 12일(토호): 《극장판 HUNTER × HUNTER 스칼렛 유령》

### 버라이어티
- 올스타 감사제 (2008년 9월 27일 · 2010년 10월 2일, TBS)
- 자연이 연주하는 교향곡 지구 오케스트라 이 행성의 아름다운 소리를 찾아 대 기행 (2010년 2월 14일, 일본TV - 야마쿠치 토모미츠와 사회
- 제 18회 가족이 선택한 일본 노래 (2012년 3월 20일, NHK) - 사회/공연 : 이토 시로, 시바타 리에

### 다큐멘터리
- 이케가미 아키라의 보도특집 "이케가미 아키라의 세계를 보러 간다!" (2010년 12월 5일, 테레비 도쿄)
- 생명의 힘 일본의 천연 삼나무 ~사도·잊어버린 숲의 이야기~ (2013년 1월 19일, 니가타 방송)

### 애니메이션
- STAR DRIVER 빛의 택트 16회 (2011년 1월 23일, MBS) - 오카다 하나 역

### 잡지 연재
- TV Station (2009년 15호 ~ 2011년 26호 - 다이아몬드 사) - 제목을 "우마카Station(うみかstation)"이라고 본인이 명명

### 광고
- 타치카와 이세탄 5 주년 기념 행사 "타치카와의 생활"(2006년)
- 소방 시험 연구 센터 홍보 포스터 (2010년)
- SEA BREEZE 이미지 캐릭터 (2010년 - 2011년)
- 나라현 경찰 순경 모집 포스터 (2011년)
- 스즈노야 후리소데 이미지 캐릭터 (2012년)
- K-SWISS 브랜드 아이콘 "It girl" (2012년)

### CM
- 카오 에코나드레싱 소스(2006년, 상쾌한 맛 신발매 편)
- 반다이 신비한 별의☆쌍둥이 공주（2006년）
- NTT컴웨어 기업（2007년9월3일, 수업 참관 편）
- 중앙낙농회의 우유에게 상담하다.（2007년12월、키스 편）
- 칼피스 칼피스 워터（2009년 - 2011년）

（2009년3월25일, 힘내라 첫사랑 몰래 편）
（2009년7월, 힘내라 첫사랑 기세 편）
（2010년4월2일, 첫사랑 실황 저녀석의 병 편）
（2010년7월28일, 첫사랑 실황 둘이서 편）
（2011년4월6일, 순수한 사랑의 응원 메일로 고백 편）
（2011년7월, 순수한 사랑의 응원 해변에서 고백 편）
- NTT동일본 후레츠빛（2009년 - 2010년）

（2009년6월19일, 이치로를 만났다 편・차례 대기 편）
（2009년6월27일, 대망 편・이치로가 왔다 편）
（2009년11월27 일, 우미카 출전 편・우리집이 비디오 가게 편・가르쳐 주고 싶다 편）
（2010년2월, 부모님 배너 편）
（2010년3월17일, 지상파 디지털 입학식 편）
（2010년6월18일, 퀴즈 편）
（2010년10월16일, 할아버지에게 빛을 주고 싶어 편）
（2010년11월13일, 지상파 디지털 조합 편）
- 아지노모토 쿠노루 컵 수프（2009년 - 2010년）

（2009년9월26일, 마음을 모두에게 편・마음을 동생에게 편・마음을 할머니에게 편）
（2010년4월, 맛있게 되었다 편）
- 하루야마상사 신사복 하루야마（2010년2월）
- 시세이도 SEA BREEZE（2010년 - ）

(2010년4월16일/2011년4월15일, 두근두근 편・사랑해 태양 편)
(2012년3월23일, 흰선 메세지 편
2012년4월13일, 햇볓에 탐 방지 체조 편
- 에자키 글리코 PRETZ （2010년 - ）

（2010년4월20일, 전학생 예감 편）
（2010년4월23일, 그 녀석도 이 녀석도 대면 편）
（2010년1월8일, 카와시마 우미카 × 사이토 카즈요시 1일 한정 방송 포키 ＆ 프리츠의날 편）
（2011년2월22일, 프리츠 버스 편）
（2012년2월21일, 프리츠PARTY! 고지 편）
（2012년3월20일, 프리츠PARTY! 촛불부대 편/플라워부대 편/벛꽃 드럼부대 편）
（2012년8월1일, 프리츠PARTY! 모두의 PARTY 편）
- 에자키 글리코 기업 일본 종단 글리코 웨건（2011년7월20일, 모두에게 미소를 보내고 싶다. 편）
- 사모스 5-15C°PROJECT（2012년3월、2명과 매니저 편）
- 타케다약품공업 아리나민제로7（2012년）

（2012년6월20일, 뭐야이거?제로7 편）
- AC JAPAN 지원캠패인 골수이식추진재단 「18세부터 가능한 것」（2012년7월 - ）

### PV
- the GazettE (2006년 2월 8일, 체온 )
- LOONIE (2006년 3월 8일, 봄 우라라루라라)
- 아라가키 유이 (2009년 5월 27일, 사생화)
- ROCK'A'TRENCH (2010년 6월 23일, 말을 하고) - 시세이도 시브리즈 CM 곡.

### 그 외
- J-CREW프로젝트 ～역시 바다가 좋아～　응원영상（2012년 출연）
- Hello!포토☆연인들 〜미루・토루・아루쿠〜（2012년、BS朝日）

## 작품

### 사진집
- 『NU』 (2007년 10월, 긴다이에이가샤) ISBN 978-4-7648-2156-9
- 『청의 크리드 (青のコリドー 아오노코리도[*])』 (2008년 12월, 슈에이샤) ISBN 978-4-08-780509-3
- 『from Umi』 (2010년 2월, 슈에이샤) ISBN 978-4-08-780554-3
- 『우미카제 (海風-umikaze)』 (2012년 3월 28일, 소학관(小学館)) ISBN 978-4-09-103226-3
- 『「우미코레。 〜카와시마 우미카actress collection〜」 (TOKYO NEWS MOOK) (「うみコレ。 〜川島海荷actress collection〜」 (TOKYO NEWS MOOK) )』 (2012년 9월 27일, 도쿄 뉴스 통신사) ISBN 978-4-86336-265-9

### DVD
- 1st DVD "Holo Holo"(2008년 12월 26일, 카도카와 엔터테인먼트 )
- 2nd DVD "Chu! 라 우미카"(2010년 11월 24일, Liverpool )
- 「umikaze」（2012년3월28일、Liverpool ）

### CD

#### 싱글
- 진짜 사랑하기 5초 전(MajiでKoiする5秒前 Maji데Koi스루고뵤마에[*]) (2010년 7월 14일)
  - Umika as Yamako로 표기
  - 작사, 작곡 : 다케우치 마리야.
  - 영화 《나의 다정하지 않은 선배》 주제가.
  - 1997년 발매된 히로스에 료코의 첫 번째 싱글 커버.

### 사진전
- J:COM presents 에반게리온×미소녀 사진전-Girls Collection of EVANGELION-（2012년 개최）

### 기타
- 토키토사부로 "네가 돌아올 장소"(2007년) 코러스 참가